# 瀬奈じゅん
瀬奈 じゅん（せな じゅん、1974年4月1日 - ）は、日本の女優。元宝塚歌劇団月組トップスター。
愛称は「あさこ」。東京都出身。公称身長168cm。血液型AB型。所属事務所は東宝芸能株式会社。
芸名の由来はF1ドライバーのアイルトン・セナから。

## 来歴・人物
幼稚園の年中組よりバレエを始める。
『宝塚GRAPH』2002年10月号「波瀾爆笑!わが人生」の取材に対し、
「元月組副組長の有明淳が母親の高校時代の同級生だったため、小学生のころから月組公演だけはよく観劇していた。」と答えている。
中学生の時、背が伸びすぎたため所属していたバレエ教室の宝塚受験クラスに教室サイドの反対を押し切って転属。1990年に宝塚音楽学校へ入学を果たす。
同期生に貴城けい（元宙組トップスター）、大空祐飛（元宙組トップスター）、檀れい（元月組・星組トップ娘役）など。
1992年、78期生として宝塚歌劇団に入団。『この恋は雲の涯まで』で初舞台。
1993年、花組に配属。
1998年、『SPEAKEASY』で新人公演初主演。本公演主演は真矢みき。
2001年、『マノン』でバウホール公演初主演。同年、花組3番手となる。
2002年、日生劇場公演『風と共に去りぬ』でスカーレットを演じる。
2004年、コンサート「SENA!」を東京・大阪・名古屋の3都市で開催。
12月16日に月組次期トップスターに内定し、12月17日付けで月組に組替え。
2005年、『エリザベート』にて男役では初めてヒロイン・エリザベート役を演じる。
同年、月組トップスターに就任。相手役に彩乃かなみを迎える。本拠地でのお披露目に先立ち、7月に梅田芸術劇場『Ernest in Love』を上演後、10月に『JAZZYな妖精たち』で宝塚大劇場お披露目。
2006年1-2月、中日劇場公演『あかねさす紫の花』にて、自身2度目の大海人皇子を演じる。
2006年3月、雪組公演『ベルサイユのばら』にアンドレ役で特別出演。
2006年10月、全国ツアー公演『あかねさす紫の花』。自身3度目の大海人皇子を演じる。
2007年、写真集『Viento espanol』を発売。4月に写真集と同じスペインをテーマにしたディナーショー「EL VIENTO」を開催。
2008年、以前、『宝塚GRAPH』の企画で扮装をして好評だった『ME AND MY GIRL』ビル役を演じる。同公演千秋楽をもって相手役の彩乃が退団し、以降、退団する2009年まで約1年半、相手役不在という異例のトップスターとなる。
2009年、宝塚で7度目、自身3度目の『エリザベート』でトート役を演じると共に、過去の公演においてルキーニ、エリザベート、そしてトートで、『エリザベート』主要三役を演じるという記録を打ち立てることになった。その舞台裏は、毎日放送の情熱大陸にて、放送された。
2009年12月27日、『ラスト・プレイ／Heat on Beat!』を最後に退団。最後は男役のけじめとして客席を巻き込んだ「一本締め」を行った。終演後のパレードでは8,000人のファンが集まった。
2010年、帝国劇場『エリザベート』のエリザベート役が宝塚退団後の初舞台となる。
2012年、第37回菊田一夫演劇賞・演劇賞、第3回岩谷時子賞・奨励賞を受賞。
2013年、2012年の年末に千田真司と入籍が発表される。
2018年、前年から養育していた子供との特別養子縁組が認められたことを所属事務所の公式サイトで発表した。子供は男児であり息子となった。
2023年、自身のインスタグラムにて、特別養子縁組制度により、第2子を授かったことを伝えた。

## 宝塚歌劇団時代の主な舞台

### 花組時代
- 1992年『この恋は雲の涯まで』（宝塚大劇場）＊初舞台
- 1992年『白扇花集』／『スパルタカス』（東京宝塚劇場）
- 1992年『心の旅路』／『ファンシー・タッチ』（宝塚大劇場）
- 1993年『メランコリック・ジゴロ』／『ラ・ノーバ!』（宝塚大劇場、東京宝塚劇場）
- 1993年『ベイ・シティ・ブルース』／『イッツ・ア・ラブ・ストーリー』（宝塚大劇場、東京宝塚劇場）
- 1993年『アップル・ツリー』（宝塚バウホール、日本青年館、愛知厚生年金会館）
- 1994年『サラン・愛』（宝塚バウホール）
- 1994年『ブラック・ジャック 危険な賭け』／『火の鳥』（宝塚大劇場、東京宝塚劇場）
- 1994年『アロー・アロー・キャメロット?』（宝塚バウホール）
- 1994年『冬の嵐、ペテルブルグに死す』新人公演：ポルフィリー／『ハイパー・ステージ!』（宝塚大劇場）
- 1995年『哀しみのコルドバ』新人公演：マリオ／『メガ・ヴィジョン』（宝塚大劇場、劇場飛天、東京宝塚劇場）
- 1995年『エデンの東』新人公演：イサク／『ダンディズム!』（宝塚大劇場、東京宝塚劇場）
- 1995年『チャンピオン!』トニー（宝塚バウホール、日本青年館）
- 1996年『花は花なり』／『ハイペリオン』（宝塚大劇場、東京宝塚劇場）
- 1996年『HURRICANE』バウ：ロベルト、青年館・愛知：リカルド（宝塚バウホール、日本青年館、愛知厚生年金会館）
- 1996年『ハウ・トゥー・サクシード』新人公演（第二幕）：ブラット（宝塚大劇場、東京宝塚劇場）
- 1996年『RYOMA』徳川家茂（シアター・ドラマシティ）
- 1997年『失われた楽園』新人公演：レスリー／『サザンクロス・レビュー』（宝塚大劇場、東京宝塚劇場）
- 1997年『風と共に去りぬ』スタンレー（全国ツアー）
- 1997年『ザッツ・レビュー』新人公演：源次（宝塚大劇場、東京宝塚劇場）
- 1997年『白い朝』万吉（宝塚バウホール）
- 1998年『ザッツ・レビュー』（中日劇場）
- 1998年『白い朝』万吉（日本青年館）
- 1998年『SPEAKEASY -風の街の純情な悪党たち-』ダグラス、新人公演：マクフィス／『スナイパー』（宝塚大劇場、TAKARAZUKA1000days劇場）＊新人公演初主演
- 1998年『MIKI in Budokan』（日本武道館）
- 1998年『春ふたたび』／『サザンクロス・レビュー』（全国ツアー）
- 1999年『夜明けの序曲』丸山蔵人（宝塚大劇場、TAKARAZUKA1000days劇場）
- 1999年『冬物語』藤川伊左衛門（宝塚バウホール）
- 1999年『'99宝塚巴里祭』（ホテル阪急インターナショナル）
- 1999年『タンゴ・アルゼンチーノ』マルチェロ／『ザ・レビュー'99』（宝塚大劇場、TAKARAZUKA1000days劇場）
- 1999年『第三回宝塚狂言の会』（宝塚バウホール）
- 2000年『冬物語』藤川伊左衛門（宝塚バウホール、日本青年館）
- 2000年『源氏物語 あさきゆめみし』夕霧／『ザ・ビューティーズ!』（宝塚大劇場、TAKARAZUKA1000days劇場）
- 2000年『トム・ジョーンズの華麗なる冒険』ジョージ・スティーブス（宝塚バウホール、日本青年館）
- 2000年『第四十一回宝塚舞踊会』（宝塚大劇場）
- 2000年～2001年『〜夢と孤独の果てに〜 ルートヴィヒII世』オットー／『Asian Sunrise』（宝塚大劇場、東京宝塚劇場）
- 2001年『マノン』ロドリゴ（宝塚バウホール、日本青年館）＊バウ・青年館初主演
- 2001年『ミケランジェロ』アスカニオ・コンディヴィ／『VIVA!』スーパーラティーノ（宝塚大劇場、東京宝塚劇場）
- 2001年～2002年『カナリア』ウカ（シアター・ドラマシティ、ル・テアトル銀座）
- 2002年『琥珀色の雨にぬれて』ミッシェル／『Cocktail』（宝塚大劇場）
- 2002年『風と共に去りぬ』スカーレット・オハラ（日生劇場）
- 2002年『琥珀色の雨にぬれて』代役：ルイ／『Cocktail』（東京宝塚劇場）
- 2002年『あかねさす紫の花』大海人皇子／『Cocktail』（博多座）
- 2002年～2003年『エリザベート』ルイジ・ルキーニ（宝塚大劇場、東京宝塚劇場）
- 2003年『不滅の棘』アルベルト（シアター・ドラマシティ、赤坂ACTシアター）
- 2003年『野風の笛』柳生宗矩／『レヴュー誕生』クレアトール（宝塚大劇場、東京宝塚劇場）
- 2003年『二都物語』シドニー・カートン（宝塚バウホール、日本青年館）
- 2004年『天使の季節』アッサーラ王子／『アプローズ・タカラヅカ!』KILLER-K（宝塚大劇場、東京宝塚劇場）
- 2004年『飛鳥夕映え』中臣鎌足・軽皇子（役替わり）／『タカラヅカ絢爛II』ラサロ（月組特別出演）（宝塚大劇場、東京宝塚劇場）
- 2004年 コンサート「SENA!」（日本青年館、愛知厚生年金会館、NHK大阪ホール）

### 月組・月組トップ時代
- 2005年『エリザベート』エリザベート（宝塚大劇場、東京宝塚劇場）
- 2005年 羽山紀代美振付家30周年記念ダンシング・リサイタル『ゴールデン・ステップス-1975〜2005-』(宝塚大劇場)
- 2005年7月『Ernest in Love』アーネスト(ジャック)（梅田芸術劇場）＊トップお披露目公演
- 2005年9月〜12月『JAZZYな妖精たち』パトリック・ゲール／REVUE OF DREAMS』（宝塚大劇場・東京宝塚劇場）＊宝塚・東京お披露目公演
- 2006年1月〜2月 『あかねさす紫の花』大海人皇子／『REVUE OF DREAMS』（中日劇場）
- 2006年3月『ベルサイユのばら－オスカル編－』アンドレ（雪組特別出演）（宝塚大劇場）
- 2006年5月〜8月『暁のローマ』ブルータス／『レ・ビジュー・ブリアン』（宝塚大劇場・東京宝塚劇場）
- 2006年10月『あかねさす紫の花』大海人皇子／『レ・ビジュー・ブリアン』（全国ツアー）
- 2007年1月〜4月『パリの空よりも高く』アルマンド・ジャッケ／『ファンシーダンス』（宝塚大劇場・東京宝塚劇場）
- 2007年5月〜6月『ダル・レークの恋』ラッチマン（全国ツアー）
- 2007年8月〜11月『MAHOROBA』ヤマトタケル／『マジシャンの憂鬱』オウス／シャンドール（宝塚大劇場・東京宝塚劇場）
- 2007年12月〜2008年1月『A"R"ex』アレック（シアタードラマシティ・日本青年館）
- 2008年3月〜7月『ME AND MY GIRL』 ウィリアム・スナイブスン(ビル)（宝塚大劇場・東京宝塚劇場）
- 2008年9月『グレート・ギャツビー』ジェイ・ギャツビー（日生劇場）
- 2008年11月〜2009年2月『夢の浮橋』匂宮／『Apasionado!!』（宝塚大劇場・東京宝塚劇場）
- 2009年3月『SAUDADE』J（ジョッタ）（シアタードラマシティ・昭和女子大学人見記念講堂）
- 2009年5月〜8月『エリザベート』 トート（宝塚大劇場・東京宝塚劇場）
- 2009年10月〜12月『ラスト・プレイ』アリステア／Heat on Beat!』（宝塚大劇場・東京宝塚劇場）＊退団公演

## 宝塚歌劇団退団後の主な活動

### 舞台
※太字は主演作品
- ミュージカル『エリザベート』 - エリザベート 役
  - （2010年8月9日 - 10月30日、帝国劇場） - 朝海ひかる とWキャスト
  - （2012年5月9日 - 6月27日、帝国劇場 / 7月5日 - 26日、博多座 / 8月3日 - 26日、中日劇場 / 9月1日 - 28日、梅田芸術劇場メインホール）- 春野寿美礼 とWキャスト
- ミュージカル『アンナ・カレーニナ』 - アンナ・カレーニナ 役 （2010年12月〜2011年2月シアター・クリエ）- 一路真輝 とWキャスト
- ミュージカル『三銃士』 - ミレディ 役 （2011年7月17日 - 8月26日、帝国劇場 / 9月3日 - 28日、博多座）
- ミュージカル『ニューヨークに行きたい!!』 - リサ 役 （2011年10月29日 - 11月20日、帝国劇場 / 11月25日 - 29日、梅田芸術劇場メインホール）
- 『ビューティフル・サンデイ』 - 三枝ちひろ 役（2012年2月23日 - 3月4日、ル テアトル銀座 by PARCO / 3月10日・11日シアターBRAVA! / 3月14日、青少年文化センターアートピアホール / 3月16日 - 18日、兵庫県立芸術文化センター阪急中ホール）
- 『ラストダンス〜the musical 越路吹雪〜』 - 越路吹雪 役（2012年11月16日、かめありリリオホール※プレビュー公演 / 11月20日、ホクト文化ホール中ホール / 11月23日、東京エレクトロン韮崎文化ホールBREEZE / 11月27日、北國新聞赤羽ホール / 12月4日 - 19日、シアタークリエ / 12月22日、中日劇場 / 12月29日・30日梅田芸術劇場シアタードラマシティ）
- 音楽朗読劇『イキヌクキセキ〜十年目の願い〜』（2013年4月、東京グローブ座）
- ミュージカル『エニシング・ゴーズ』 - リノ 役（2013年10月7日 - 28日、帝国劇場 / 2013年11月1日 - 4日、シアターBRAVA!）
- 『今度は愛妻家』 - 北見さくら 役（2014年4月4日 - 20日、東京芸術劇場シアターウエスト / 4月20日、青少年文化センターアートピアホール / 4月26日・27日、兵庫県立芸術文化センター阪急中ホール）
- ミュージカル『シスター・アクト〜天使にラブ・ソングを〜』 - デロリス 役（2014年6月1日 - 7月8日、帝国劇場 / 7月12日・13日、厚木市文化会館大ホール / 7月16日、岩手県民会館 / 7月19日 - 21日、東京エレクトロンホール宮城 / 7月25日 - 29日、シアターBRAVA! / 8月2日・3日、愛知県芸術劇場大ホール）- 森公美子 とWキャスト
- 朗読劇『ラヴ・レターズ 〜2015 25th Anniversary〜』（2015年6月3日、パルコ劇場）
- 『ア・フュー・グッドメン』 - ジョアン 役（2015年6月19日 - 28日、天王洲 銀河劇場）
- ミュージカル『貴婦人の訪問』 - マチルデ 役（2016年11月3日 - 5日、シアター1010 / 11月12日 - 12月4日、シアタークリエ / 12月9日 - 11日、キャナルシティ劇場 / 12月17日・18日、中日劇場 / 12月21日 - 25日、シアター・ドラマシティ）
- 『エジソン最後の発明』 - 糀谷深春 役（2017年4月2日 - 23日、シアタートラム / 5月1日、青少年文化センターアートピアホール / 5月2日・3日、サンケイホールブリーゼ）
- ミュージカル『ヤングフランケンシュタイン』 - エリザベス 役（2017年8月11日 - 9月3日、東京国際フォーラムホールC / 9月7日 - 10日、オリックス劇場）
- ミュージカル『FUN HOME ファン・ホーム ある家族の喜悲劇』 - アリソン 役（2018年2月7日 - 26日、シアタークリエ / 3月3日・4日、兵庫県立芸術文化センター阪急中ホール / 3月10日、日本特殊陶業市民会館ビレッジホール）
- ミュージカル『シティ・オブ・エンジェルズ』 - アローラ・キングズリー 役 (2018年9月1日 - 17日、新国立劇場 / 9月21日・22日、静岡市清水文化会館大ホール / 9月27日 - 30日、新歌舞伎座)
- ミュージカル『サムシング・ロッテン!』 - ビー 役
  - 初演（2018年12月17日 - 30日、東京国際フォーラムホールC、2019年1月11日 - 14日、オリックス劇場）
  - 〈予定〉再演（2025年12月19日 - 2026年1月2日、東京国際フォーラムホールC / 2026年1月8日 - 12日、オリックス劇場）[13]
- 『細雪』 - 三女・雪子 役(2019年5月4日 - 27日、明治座)
- ミュージカル『ラ・マンチャの男』 - アルドンザ 役（2019年9月7日 - 12日、フェスティバルホール / 9月21日 - 23日、東京エレクトロンホール宮城 / 9月27日 - 29日、愛知県芸術劇場大ホール / 10月4日 - 27日、帝国劇場）
- 『黄昏』 - チェルシー 役
  - 初演（2020年1月16日 - 19日、紀伊國屋ホール）
  - 再演（2022年6月5日、江東区文化センター ホール※プレビュー公演 / 6月21日 - 26日、紀伊國屋ホール / 6月8日・9日、枚方市総合文化芸術センター 関西医大 小ホール / 6月11日・12日、兵庫県立芸術文化センター 阪急 中ホール / 6月14日・15日、北國新聞赤羽ホール / 6月18日・19日、穂の国とよはし芸術劇場PLAT 主ホール / 7月9日、長野・長野市芸術館 メインホール）[14]
- ミュージカル『ヘアスプレー』 - ヴェルマ役
  - （2020年6月14日 - 28日、豊島区立芸術文化劇場 / 7月5日 - 13日、梅田芸術劇場メインホール）※COVID-19感染状況ならびに予防対策のため全公演中止
  - （2022年9月 - 11月、東京建物 Brillia HALLほか）[15]
- 『現代能楽集Ⅹ『幸福論』～能「道成寺」「隅田川」より』 - 安藤千佳／真鍋夏帆 役（2020年11月29日 - 12月20日、シアタートラム）[16]
- ミュージカル『ブロードウェイと銃弾』 - ヘレン 役（2021年5月10日・11日、5月12日 - 30日、日生劇場 / 6月4日 - 6日、兵庫県立芸術文化センターKOBELCO大ホール / 6月12日・13日、オーバード・ホール / 6月19日・20日、高崎芸術劇場大劇場）※緊急事態宣言発出による公演一部中止
- 『検察側の証人』 - ローマイン・ハイルガ― 役（2021年8月28日 - 9月12日、世田谷パブリックシアター / 9月16日 - 20日、兵庫県立芸術文化センター 阪急 中ホール / 9月23日 - 28日、枚方市総合文化芸術センター 関西医大 大ホール）
- ミュージカル『カーテンズ』 - ジョージア 役（2022年2月26日 - 3月13日、東京国際フォーラムホールC / 3月18日 - 22日、新歌舞伎座 / 3月26日・27日、愛知県芸術劇場大ホール）
- ミュージカル『SUNNY』（2023年6月26日 - 7月5日、東京建物 Brillia HALL / 7月9日 - 13日、梅田芸術劇場シアター・ドラマシティ）
- ミュージカル『ビートルジュース』 - デリア 役[17]
  - 初演（2023年8月4日 - 27日、新橋演舞場 / 9月2日 - 8日、御園座 / 9月13日 - 27日、大阪松竹座）
  - 再演（2025年5月9日 - 28日、日生劇場 / 6月4日 - 29日、大阪新歌舞伎座） [18]
- 『モンスター・コールズ』（2024年2月-3月、PARCO劇場、COOL JAPAN PARK OSAKA WWホール） - コニーの母親 役[19]
- 音楽劇『空中ブランコのりのキキ』（2024年8月6日 - 18日、世田谷パブリックシアター / 8月31日、アクリエひめじ）[20]
- 音楽劇『天保十二年のシェイクスピア』 - お文 役（2024年12月9日 - 29日、日生劇場 / 2025年1月5日 - 7日、梅田芸術劇場 / 2025年1月11日 - 13日、博多座 / 2025年1月18日・19日、オーバード・ホール / 2025年1月25日・26日、愛知県芸術劇場）[21][22]

### コンサート
- 瀬奈じゅんコンサート『A Live』（2010年5月、赤坂ACTシアター・NHK大阪ホール）
- 瀬奈じゅんコンサート『ALive II〜Handsome Woman〜』（2011年4月1〜5日赤坂ACTシアター、2011年4月9日〜10日NHK大阪ホール）
- 「M.クンツェ＆S.リーヴァイの世界〜2nd Season〜」Special Version （2012年3月25日、東京国際フォーラム）
- 瀬奈じゅんコンサート『ALive Final〜Handsome Woman〜』 （2013年8月、東京国際フォーラム）
- 『クリエ・ミュージカルコレクション』（2014年1月4日〜23日、シアタークリエ他）
- 『東宝芸能50th Musical チャリティコンサート』(2014年9月19日・20日、東京国際フォーラム)
- 『岩谷時子メモリアルコンサート』(2014年9月30日、NHKホール)
- 『シャンソンの黄金時代』（2016年6月、ヤマハホール）
- 『エリザベートTAKARAZUKA20周年スペシャル・ガラ・コンサート』(2017年1月、オーチャードホール)
- 『クリエ・ミュージカルコレクション3』（2017年2月9日〜3月5日、シアタークリエ）
- 瀬奈じゅん25周年 アニバーサリーコンサート『Jun Sena 25th anniversary concert』（2017年6月23日〜25日シアタークリエ、2017年7月1日〜2日宝塚バウホール）
- 宝塚バウホール40周年 安寿ミラ、春野寿美礼、瀬奈じゅんコンサート『Trois Violette』（2018年4月14日〜19日宝塚バウホール）
- 瀬奈じゅん30周年記念コンサート『ALive Returns-Handsome Woman-』（2024年10月、日本青年館）[23]
- CONCERT『THE BEST New HISTORY COMING』（2025年2月21日 - 28日、帝国劇場）[24][25]

### 吹替
- 『皇妃シシィ』DVD (エリザベート)役

### テレビドラマ
- 『女優 麗子〜炎のように』（2013年3月6日、テレビ東京） - 浅丘ルリ子 役
- 『都市伝説の女 Part2』第4話（2013年11月1日、テレビ朝日） - 奥田芽衣子 役
- 『科捜研の女 第13シリーズ』第11話（2014年2月6日、テレビ朝日） - 品田栄子 役
- 『株価暴落』（2014年10月19日 - 11月26日、WOWOW） - 二戸奈月 役
- 『月曜ゴールデン 新 法廷荒らし 猪狩文助〜終の棲家〜』（2015年3月16日、TBS） - 宮部佐和子 役
- 『女たちの特捜最前線』第4話（2016年8月11日、テレビ朝日） - 篠塚芳美 役
- 『警視庁・捜査一課長 season3』第8話（2018年5月31日、テレビ朝日） - 斉木洋子  役
- 『今日から俺は!!』(日本テレビ 2018年10月14日 - 12月16日) - 三橋愛美 役
  - 金曜ロードSHOW!「映画公開記念!!今日から俺は!!スペシャル」（2020年7月17日）
- 『スパイラル～町工場の奇跡～』(テレビ東京 2019年4月15日‐)

### 映画
- 『今日から俺は!!劇場版』（2020年7月17日、東宝） - 三橋愛美 役[26]
- 『四月になれば彼女は』（2024年3月22日、東宝） - 高橋 役[27]

## 宝塚歌劇団時代の受賞歴
- 1998年度・年度賞 努力賞受賞
- 2001年度・年度賞 努力賞受賞
- 2004年度・年度賞 努力賞受賞
- 2005年度・阪急すみれ会パンジー賞 男役賞受賞
- 2005年度・年度賞 優秀賞受賞
- 2008年度・年度賞 優秀賞受賞

## ディナーショー
- 2001年 『VIRTUAL GUY!』（ホテルグランドパレス、宝塚ホテル）
- 2007年 『EL VIENTO』（パレスホテル、ホテル阪急インターナショナル）
- 2009年 『0-ZERO-』（ホテル阪急インターナショナル、ホテルグランドパレス）
- 2011年12月19日『クリスマスディナーショー2011』（帝国ホテル 富士の間）
- 2011年12月21日『クリスマスディナーショー2011』（ホテル阪急インターナショナル 紫苑の間）
- 2011年12月22日『クリスマスディナーショー2011』（神戸ポートピアホテル 大輪田の間）

## 著書
- 瀬奈じゅん・千田真司『ちいさな大きなたからもの 特別養子縁組からはじまる家庭のカタチ』2019年、方丈社、ISBN 978-4-908925-56-6